# Scaptomyza intermedia
Scaptomyza intermedia är en tvåvingeart som först beskrevs av Oswald Duda 1927.  Scaptomyza intermedia ingår i släktet Scaptomyza och familjen daggflugor. Inga underarter finns listade i Catalogue of Life.